# 欧薄荷
欧薄荷（学名：Mentha longifolia），也称马薄荷（Horsemint），是薄荷属下的一种薄荷，生长於海拔800－1950米的地区，原产于欧洲，播种范围非常广，在中亚、东亚（范围从埃及一直到中国）、非洲北部和南部都有种植。中国大陆的上海和南京種植较多。

## 特征
欧薄荷是一种常见的多年生草本植物，带有胡椒薄荷香味。像其他许多薄荷，它根茎呈匍匐性，节上生根，长达40-120厘米。其叶子呈椭圆形至卵状披针形，5-10厘米长，1.5-3厘米宽，扁平并有横缢的具节毛。正面为绿色和灰绿色，背面为白色。花梗长达3-5毫米，淡紫色，或白色，为轮状聚伞花序。欧薄荷花季为夏天的中后期。它还通过地下根茎去进行复制繁殖。

## 亚种
它有以下亚种:
- Mentha longifolia subsp. longifolia. 生长于欧洲和非洲西北部
- Mentha longifolia subsp. capensis (Thunb.) Briq. 生长于非洲南部
- Mentha longifolia subsp. grisella (Briq.) Briq. 生长于欧洲东南部
- Mentha longifolia subsp. noeana (Briq.) Briq. 生长于土耳其到伊朗
- Mentha longifolia subsp. polyadena (Briq.) Briq. 生长于非洲南部
- Mentha longifolia subsp. typhoides (Briq.) Harley. 生长于非洲东北部和亚洲西南部
- Mentha longifolia subsp. wissii (Launert) Codd. 生长于非洲西南部

## 易混物种
欧薄荷和绿薄荷的被绒毛亚种经常被混淆：方法是绿薄荷的株上没有分支，而欧薄荷则有。像其他绝大多数薄荷一样，欧薄荷也被视为入侵植物，种植在无控制的领域时，请务必慎重。